# آلکین

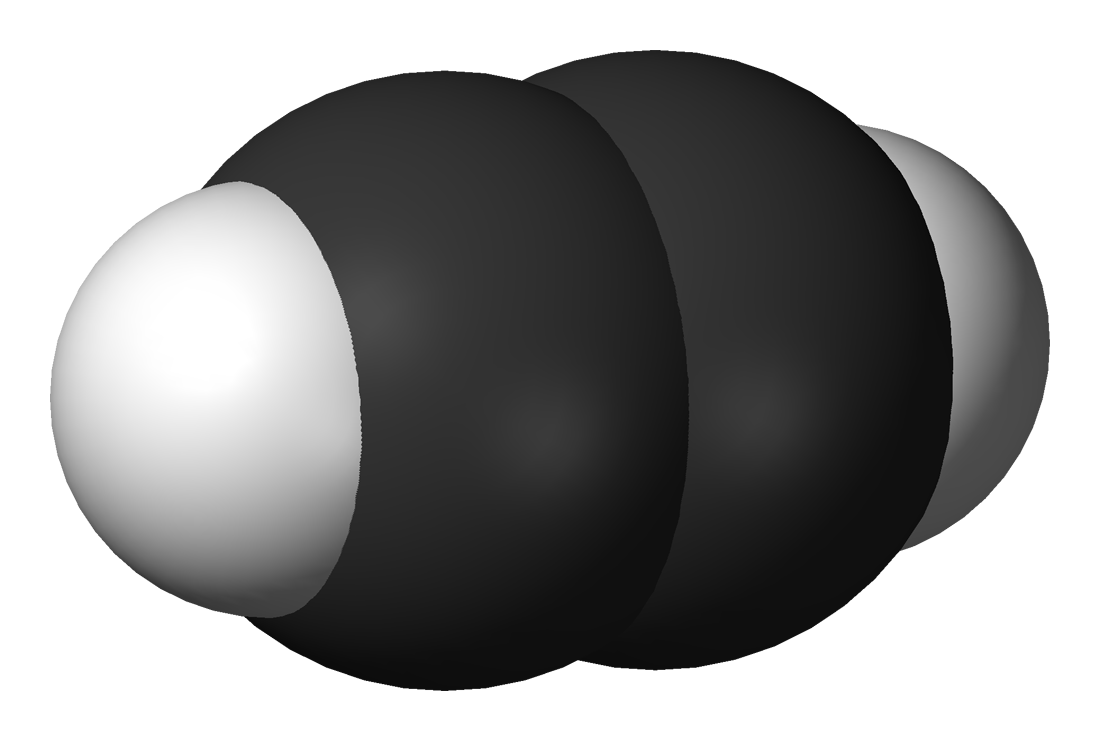
یک
مدل سه‌بعدی از اتین ساده‌ترین آلکین

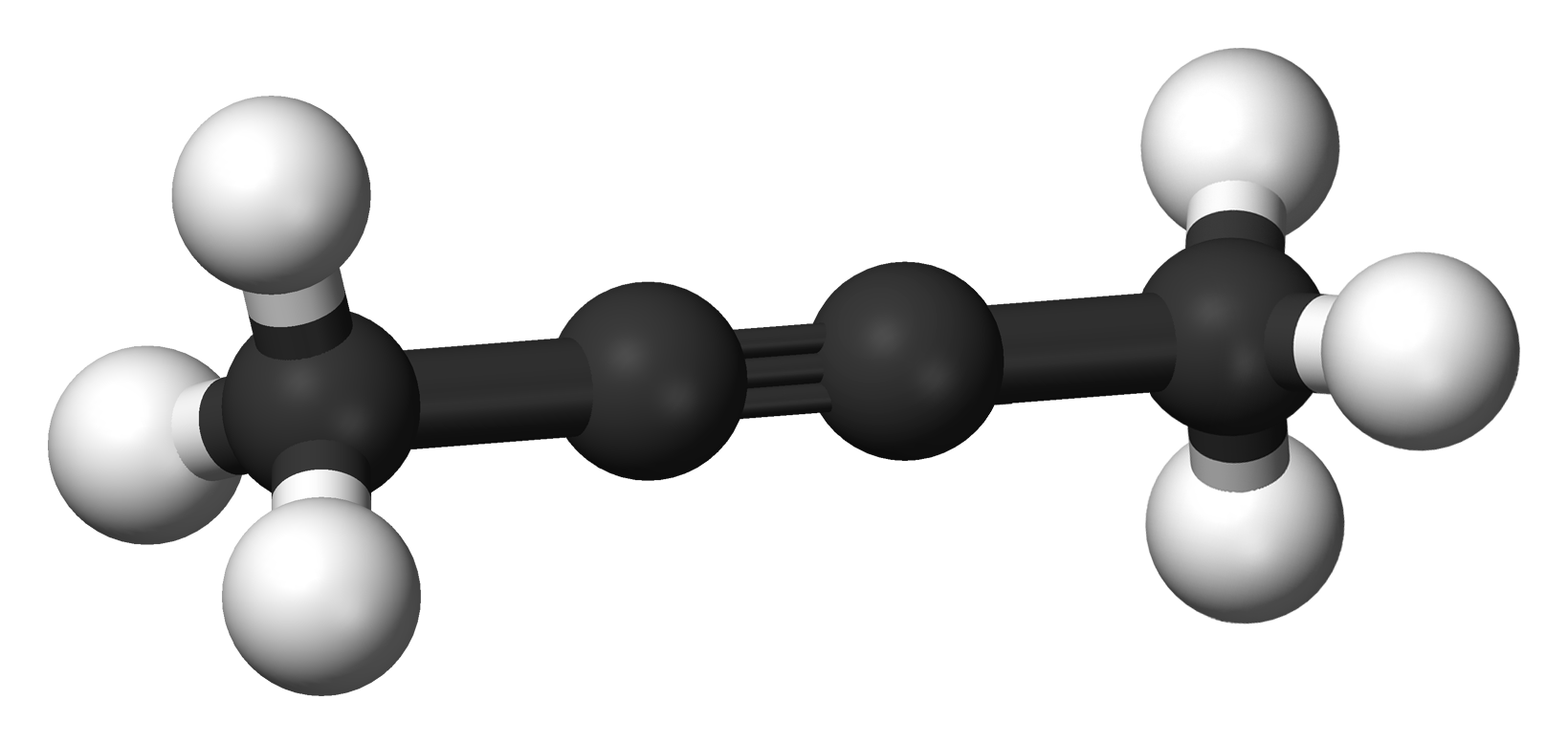
فرمول ساختاری ۲-بوتین که یک آلکین ساده است.

آلکین‌ها (به انگلیسی: Alkyne) مانند آلکن‌ها جزء هیدروکربن‌های اشباع نشده هستند که دست‌کم یک پیوند سه‌گانه بین دو اتم کربن دارند. از آنجا که کوچک‌ترین آلکین که نام آیوپاک آن اتین (C2H2)است، پیشتر به‌نام استیلن شناخته می‌شده‌است، آلکین‌ها به‌نام استیلن‌ها یا گروه استیلنی نیز نامیده می‌شوند. فرمول کلی آن‌ها ‍CnH2n-2 می‌باشد و مشابه فرمول کلی دی‌ان ها (diene) است.
ترکیب‌های آلکین‌ها نیز همچون آلکن‌ها در طبیعت وجود دارند مانند: کاپیلین (نوعی قارچ‌کش)، ایچتیوتراُل (ماده‌ای تشنج‌زا که برای سمی‌کردن نوک پیکان تیر توسط بومی‌های آمریکای جنوبی مورد استفاده بوده‌است)، یا اِندی‌اِن‌ها که خواص ضد سرطانی دارند.
فرمول مولکولی تمام آلکین ها {Cn H2n-2} است.

## ساختار آلکین‌ها
اتین یا استیلن، کوچک‌ترین عضو خانوده بزرگ آلکین‌ها (استیلنی‌ها) می‌باشد. به‌طریق کوانتوم‌مکانیکی اگر بخواهیم با دو اتم هیدروژن و دو اتم کربن، مولکولی را ایجاد کنیم، لازم است کربن‌ها با یک پیوند سه‌گانه به یکدیگر متصل شوند. برای ایجاد چنین مولکولی اتم‌های کربن باید هیبرید sp داشته باشند. یکی از این اوربیتال‌های هیبریدی به کربن و دیگری به هیدروژن متصل و اوربیتال‌های Py و Pz نیز دو پیوند π را ایجاد می‌کنند. با شناختی که از دو پیوند دوگانه کربن-کربن و کربن-هیدروژن آلکن‌ها داریم، انتظار می‌رود که طول پیوند سه‌گانه کربن-کربن و کربن- هیدروژن در استیلنی‌ها کوتاه‌تر باشد. به این ترتیب یک پیوند سه‌گانه کربن– کربن، از یک پیوند قوی σ و دو پیوند π ضعیف‌تر تشکیل یافته‌است. طول پیوند سه‌گانه کربن-کربن ۲/۱آنگستروم و کربن-هیدروژن ۰۸/۱آنگستروم اندازه‌گیری شده‌است. در مقایسه با آلکان‌ها و آلکن‌ها، آلکین‌ها دارای کوتاه‌ترین پیوند کربن–کربن و کربن–هیدروژن هستند. علت این امر سهم بیشتر اوربیتال s در تشکیل اوربیتال هیبریدی است که در نتیجه آن طول پیوندها کاهش یافته و به هسته نزدیک‌تر شده‌اند. به‌ترکیب‌هایی از این گروه گفته می‌شود که حداقل یک اتم هیدروژن متصل به کربن sp در آن‌ها وجود داشته باشد. یعنی حداقل یک هیدروژن استیلنی در ترکیب موجود باشد. به این ترتیب استیلن، ۱-بوتین و پروپین از استیلن‌های حقیقی می‌باشند. هرگاه پیوند سه‌گانه در جایی از مولکول قرار گرفته باشد که کربن‌های با هیبرید sp به استخلاف متصل باشند و هیچ هیدروژن استیلنی در ترکیب موجود نباشد، ترکیب استیلنی را داخلی می‌نامند.

## نامگذاری آلکین‌ها

### روش سنتی
- در نامگذاری معمولی، آلکین‌ها به عنوان مشتقات استیلنی نامگذاری می‌شوند. معمولاً برای نامگذاری استیلن‌های کوچک از این روش بهره گرفته می‌شود.و همچنین پسوند (ین)میگیرند

### روشآیوپاک
روش جامع برای نامگذاری آلکین‌ها روش آیوپاک(IUPAC) است و اصول آن، مشابه نامگذاری آلکنهاست و با رعایت نکات زیر انجام می‌شود:
- درازترین زنجیری را که پیوند سه‌گانه در آن قرار دارد، مشخص و کربنهای زنجیر اصلی را از طرفی شماره گذاری می‌کنیم که اولین کربن پیوند سه‌گانه شماره کوچک‌تری را داشته باشد.
- نام گروه‌ها و شماره کربن محل آن‌ها را معین و به ترتیب الفبای انگلیسی مرتب می‌کنیم.
- با ذکر شماره کربن محل پیوند سه‌گانه و تغییر نام آخر زنجیر از ane به yne نامگذاری به پایان می‌رسد.

## خواص فیزیکی
خواص فیزیکی آلکین‌ها مشابه آلکن‌های هم کربن است. آلکین‌ها، ترکیب‌هایی با قطبیت کمتر می‌باشند که در حلال‌های با قطبیت کمتر مثل تتراکلریدکربن، بنزن و اترها به‌خوبی حل می‌شوند، ولی در آب نامحلولند و همانند سایر هیدروکربن‌ها سبک‌تر از آب هستند. بررسی نقطه ذوب و جوش این مواد نشان می‌دهد که با افزایش تعداد کربن نقطه‌جوش افزایش و با شاخه‌دار شدن کاهش می‌یابد (همانند آلکن‌ها). یکی از ویژگی‌های آلکین‌های ابتدائی، هیدروژن متصل به پیوند سه‌گانه است. این هیدروژن نسبتاً اسیدی است. آلکین‌ها، ترکیباتی با قطبیت بیشتر هستند که در حلالهای با قطبیت کمتر مثل تتراکلرید کربن، بنزن و اترها به‌خوبی حل می‌شوند، ولی در آب نامحلولند. همانند سایر هیدروکربنها سبکتر از آب هستند. بررسی و مقایسه نقطه ذوب و نقطه جوش این مواد نشان می‌دهد که با افزایش تعداد کربن نقطه جوش افزایش می‌یابد و با شاخه‌دار شدن کاهش می‌یابد.
بالا بودن قدرت اسیدی آلکین‌ها نسبت به آلکن‌ها و آلکان‌ها در بیشتر بودن سهم اوربیتال s در هیبرید sp پیوند C-H نسبت به sp3و sp 2 می‌باشد (الکترون‌ها در اروبیتالs در مقایسه با الکترون‌ها در اوربیتال p، به هسته نزدیک‌تر هستند) در نتیجه الکترونگاتیوتر خواهند بود. این خصلت می‌تواند بسیار سودمند باشد، زیرا بازهای قوی از قبیل آلکیل‌لیتیم‌ها، سدیم‌آمید و واکنشگرهای گرینیارد می‌توانند از آلکین‌های انتهایی پروتون‌زدایی کرده و آن‌ها را به آنیون‌های آلکینیل تبدیل کنند. آنیون‌های حاصل حدواسط‌های سنتزی مهمی به‌شمار می‌روند.

## طرز تهیه آلکین‌ها
استیلن کوچک‌ترین عضو خانواده استیلنی‌هاست و در صنعت از اهمیت ویژه‌ای برخوردار است و به‌عنوان ماده اولیه و پیش‌ماده در سنتز و تهیه مواد شیمیایی مختلف مورد نیاز می‌باشد. از این‌رو روش‌های صنعتی زیادی برای تولید انبوه این ماده ابداع شده‌است. از انواع روش‌های تولید آن می‌توان به‌موارد زیر اشاره کرد.
۱. کاربیدکلسیم از واکنش آهک و زغال کک در دمای بالا (با استفاده از کوره‌های الکتریکی) تهیه می‌شود. حسن این ماده در این است که قابل نگهداری و به سهولت قابل حمل می‌باشد و لذا در هر جا و مکانی تهیه استیلن امکان‌پذیر است.
۲. از اکسیدشدن جزئی و محدود متان در دمای بالا نیز استیلن در مقیاس صنعتی تولید می‌شود. با این روش ضمن اینکه استیلن سنتز می‌شود، گازهای با ارزش هیدروژن و منوکسیدکربن نیز تولید می‌شود که اهمیت سنتزی فراوان دارد (به‌عنوان مثال در سنتز متانول مورد استفاده قرار می‌گیرند. دمای واکنش در حدود ۱۵۰۰ درجه سانتی‌گراد می‌باشد.
۳. از اکسیدشدن متان در دمای حدود ۱۵۰۰ درجه سانتی‌گراد و در مدت زمان بسیار کوتاه ۱/۰ ثانیه نیز استیلن و هیدروژن تولید می‌گردد.
۴. حذف از آلکیل‌هالیدهای مجاور (حذف مضاعف): پیوند سه‌گانه کربن–کربن را می‌توان از همان روشی که برای تشکیل پیوند دوگانه در آلکن‌ها استفاده می‌شود، یعنی حذف اتم‌ها یا گروه‌ها از دو اتم کربن مجاور، تهیه ‌کرد. هیدروهالوژن‌زدایی دی‌هالیدهای مجاور به‌ویژه اهمیت دارد زیرا دی‌هالیدها از افزایش هالوژن به آلکن‌ها، به‌راحتی تهیه می‌شوند. در این روش ابتدا HX توسط یک باز نسبتاً قوی حذف می‌شود، سپس برای حذف HX بعدی بایستی از باز قوی‌تری استفاده نمود. به‌عنوان مثال در مرحله اول از محلول KOH الکلی و در مرحله دوم از باز قوی سدیم‌آمید NaNH2 استفاده می‌شود.
۵. آلکیل‌دار شدن آنیون آلکنیل: آلکین‌ها را می‌توان از سایر آلکین‌ها نیز تهیه کرد. واکنش آنیون‌های آلکینیل توسط عوامل آلکیله‌کننده از قبیل هالوآلکان‌ها، اکساسیکلوپروپان‌ها، آلدهیدها یا کتون‌ها منجربه تشکیل پیوند کربن–کربن می‌شود. در این روش معمولاً ابتدا نمک استیلید تهیه می‌شود. هیدروژن متصل به کربن استیلنی خاصیت اسیدی ضعیفی دارد (جدول۷–۱)، لذا با بازهای قوی ترکیب می‌شود. در این روش باز قوی مانند سدیم‌آمید (NaNH2) مورد استفاده قرار می‌گیرد که با یک آلکیل‌هالید نوع اول واکنش استخلافی انجام می‌دهد.

## واکنش‌های آلکین‌ها
آلکین‌ها نیز مانند آلکن‌ها به‌دلیل در دسترس بودن الکترون‌های π واکنش افزایشی افزایش الکترون‌دوستی را به خوبی انجام می‌دهند.

### کاهش پیوند π توسط افزایش H2
آلکین‌ها را می‌توان تحت شرایط مشابه با شرایط هیدروژن‌دار کردن آلکن‌ها، هیدروژن‌دار کرد. عموماً از پلاتین یا پالادیم به‌عنوان کاتالیزور استفاده می‌شود. در طی این واکنش دو مول هیدروژن با ترکیب استیلنی واکنش داده و ترکیب اشباع تولید می‌شود. هیدروژن‌دار شدن فرایند مرحله به مرحله‌ای است و با استفاده از کاتالیزور مناسب می‌توان آن را در مرحله آلکن متوقف کرد. کاتالیزور لیندلار که در واقع پالادیمی است که روی کلسیم‌کربنات رسوب کرده و با سرب‌استات و کینولین آمیخته شده‌است، به‌همین منظور مورد استفاده قرار می‌گیرد. در این روش و با استفاده از کاتالیزور لیندلار، مولکول هیدروژن به‌صورت سین افزوده شده و شیمی فضائی محصول به‌دست آمده سیس خواهد بود. از طرف دیگر اگر از لیتیم یا سدیم در آمونیاک مایع استفاده شود، شیمی فضائی محصول حاصل ترانس و افزایش آنتی می‌باشد.

### واکنش افزایش هالوژن‌ها
واکنش افزایشی هالوژن‌ها بر روی آلکین‌ها مشابه آلکن‌هاست. در اینجا ابتدا حدواسط قابل جداسازی دی‌هالوآلکین مجاور و سپس با هالوژن اضافی تتراهالوآلکان به‌دست می‌آید. افزایش مرحلهٔ اول، مشابه با آلکن‌ها و به‌صورت آنتی است.

### افزایش آب
در مجاورت اسید (برای آلکین‌های ساده نیاز به HgSO4 نیز می‌باشد) افزایش آب به آلکین‌ها مطابق قاعده مارکونیکوف رخ می‌دهد. در اثر اضافه شدن آب به آلکن‌ها الکل به‌دست می‌آید در حالی که افزایش آب به آلکین‌ها به ایجاد انول منجر می‌شود. در انول گروه هیدروکسی به کربن پیوند دوگانه متصل است. اِنول یک اسید قوی است و در اثر جابه‌جایی اتم همراه با انتقال جفت الکترون به کتون تبدیل می‌شود که اسید ضعیف‌تری است. این عمل را توتومری گویند.
آلکین‌های انتهایی به‌صورت فضاویژه و از طریق آنتی‌مارکونیکوف هیدروبوردار می‌شوند و بور به کربن با ممانعت کمتر حمله می‌کند. اما با بوران، این واکنش به هیدروبوردار شدن هر دو پیوند π منجر می‌شود. برای متوقف کردن واکنش در مرحله آلکنیل‌بوران، واکنشگرهای بوران حجیم که واکنش‌پذیری کمتری دارند مانند دی‌سیکلوهگزیل‌بوران مورد استفاده واقع می‌شود.

### افزایش هیدروژن‌هالیدها
افزایشHBr به ۲-بوتین، (Z)2-بروموبوتن را حاصل می‌کند. شیمی فضایی اغلب در حضور اضافی از یون برمید آنتی است. ترکیب حاصل اصطلاحاً وینیل‌هالید نامیده می‌شود. مولکول دوم از هیدروژن‌هالید که به برموآلکن افزوده شود، دی‌هالوآلکان دوقلو، با مکانیسمی منطبق برقاعده مارکونیکوف به‌دست می‌آید. در اینجا نیز همانند واکنش آلکن‌ها، واکنش آلکین‌ها با هیدروژن برمید در حضور اپوکسید بر خلاف قاعده ماکونیکوف رخ می‌دهد. همان‌ گونه‌ که پیشتر نیز بیان کردیم، این دست واکنش‌ها به‌صورت رادیکالی و در حضور نور یا حرارت رخ می‌دهند. امکان تشکیل هر دو محصول سیس و ترانس (E یا Z) ممکن می‌باشد.

### واکنش استیلن با اکسیژن
واکنش سوختن استیلن حرارت بسیار بالایی، تقریباً°C 3000 تولید می‌کند. از این‌رو از این واکنش در جوشکاری و بریدن فلزات استفاده می‌شود.

### اکسایش آلکین‌ها
همان‌گونه‌که در واکنش‌های قبلی نیز مشاهده کردید، واکنش‌های آلکن‌ها و آلکین‌ها به‌دلیل دارا بودن پیوند دوگانه، بسیار مشابه می‌باشد. در مورد اکسایش آلکین‌ها نیز شرایط به‌همین گونه است. با استفاده از یک اکسنده همانند پرمنگنات‌پتاسیم در شرایط ملایم بازی، به‌راحتی می‌توان یک آلکین را به دی‌کتون مربوطه اکسید کرد. چون آلکین‌ها دارای دو پیوند π می‌باشند، دو مرحله اکسایش روی آن‌ها رخ می‌دهد و حدواسط‌های تترااُل حاصل می‌گردد. این ترکیب‌ها با از دست دادن دو مولکول آب به دی‌کتون تبدیل می‌شوند. درصورتی‌که واکنش در شرایط سخت‌تر همچون دمای بالا یا بازی غلیظ رخ دهد، پیوند بین کربن– کربن می‌شکند و محصول نهایی نمک اسیدکربوکسیلیک خواهد بود که با اسیدی کردن محیط، اسیدکربوکسیلیک حاصل می‌گردد.